# 26 Cygni
26 Cygni (e Cygni) é uma estrela múltipla na direção da Cygnus. Possui uma ascensão reta de 20h 01m 21.55s e uma declinação de +50° 06′ 16.8″. Sua magnitude aparente é igual a 5.06. Considerando sua distância de 429 anos-luz em relação à Terra, sua magnitude absoluta é igual a −0.54. Pertence à classe espectral K1II-III.